# Phleng Chat
Phleng Chat ( เพลงชาติไทย ) este imnul național al Tailandei. A fost adoptat la data de 10 decembrie 1939.

## Istoric
Melodia a fost compusă de Peter Feit (al cărui nume tailandez este Phra Jenduriyang), 1883 – 1968, un fiu al unui imigrant german și consilier regal pentru muzică. Versurile sunt scrise de Luang Saranupraphan.
Imnul a fost compus la câteva zile după lovitura de stat din 1932 și a fost difuzat pentru prima dată în iulie 1932. Versurile originale sunt scrise de Khun Wichitmatra.
În 1939, când țara Siam și-a schimbat numele în Thailanda, a fost lansat un concurs pentru a crea versuri noi și a câștigat Luang Saranuprapan. Prim-ministrul Pibulsonggram a decretat că imnul va fi cântat zilnic la 8:00 dimineața (a.m.) și 6:00 seara (p.m.) și că toată lumea ar trebui să se ridice pentru a arăta respect față de națiune. Această lege este în vigoare și astăzi.

## Versuri

### Versuri curente
| Versuri oficiale thailandeze | Alfabetul latin thailandez | Alfabetul chirilic thailandez | Alfabetul thailandez-laos | Transcriere API | traducere în română |
| --- | --- | --- | --- | --- | --- |
| ประเทศไทยรวมเลือดเนื้อชาติเชื้อไทย เป็นประชารัฐ ไผทของไทยทุกส่วน อยู่ดำรงคงไว้ได้ทั้งมวล ด้วยไทยล้วนหมาย รักสามัคคี ไทยนี้รักสงบ แต่ถึงรบไม่ขลาด เอกราชจะไม่ให้ใครข่มขี่ สละเลือดทุกหยาดเป็นชาติพลี เถลิงประเทศชาติไทยทวี มีชัย ชโย · | Pràthẻrt thai ruôm lưởt nứa chảrt chứa thai Pen pràchar rát, phà thai khỗng thai thúk suồn Yùr damrong khỗng vái dảir tháng muôn Duổi thai luốn mãir, rák sãmákkhir Thai nír rák sàngòp, tềr thững róp mải khlàrt Èrkkàrảrt cà mải hải khrai khòm khỉr Sàlà lưởt thúk yàrt pen chảrt phálir Thàlỡrng pràthẻrt chảrt thai thávir, mir chai, cháyor! | Пра̀тхе̏рд тхай руам лы̏ад ны́а ча̏рд чы́а тхай Пен пра̀чар ра́д, пха̀ тхай ква̋нг тхай тху́г су̀ан Ю̀р дамронг ква̋нг ва́й да̏йр тха́нг муан Ду̏ай тхай лу́ан ма̋йр, ра́к са̋ма́гкир Тхай ни́р ра́г са̀нго̀б, тэ̀р тхы̋нг ро́б ма̏й кла̀рд Э̀ргга̀ра̏рд жа̀ ма̏й ха̏й край ко̀м ки̏р Са̀ла̀ лы̏ад тху́г я̀рд пен ча̏рд пха́лир Тха̀лъ̋рнг пра̀тхе̏рд ча̏рд тхай тха́вир, мир чай, ча́йор! | ປເທສໄທຍ໌ຣວມເລືອດເນື້ອຊາຕເຊື້ອໄທຍ໌ ເປັນປຊາຣັຖ ຜໄທຂອງໄທຍ໌ທຸກສ່ວນ ຢູ່ດຳຣົງຄົງໄວ້ໄດ້ທັງມວລ ດ້ວຍໄທຍ໌ລ້ວນໝາຍ ຮັກສາມັຄຄີ ໄທຍ໌ນີ້ຮັກສງົບແຕ່ເຖິງຣົບໄມ່ຂລາດ ເອກຣາຊຈະໄມ່ໃຫ້ໃຄຣຂົ່ມຂີ່ ສລະເລືອດທຸກຢາດເປັນຊາຕພລີ ຖເລີງປເທສຊາຕໄທຍ໌ທວີມີຊັຍຊໂຍ. | [prà.tʰêːt̚ tʰāj rūːə̯m lɯ̂ːə̯t̚ nɯ́ːə̯ t͡ɕʰâːt̚ t͡ɕʰɯ́ːə̯ tʰāj] [pēn prà.t͡ɕʰāː rát̚ ǀ pʰà.tʰāj kʰɔ̌ŋ tʰāj tʰúk̚ sùːə̯n] [jùː dām.rōŋ kʰɔ̌ŋ wáj dâːj tʰáŋ mūːə̯n] [dûːə̯j tʰāj lúːə̯n mǎːj ǀ rák̚ sǎ.mák̚.kʰīː] [tʰāj níː rák̚ sà.ŋòp̚ ǀ tɛ̀ː tʰɯ̌ŋ róp̚ mâj kʰlàːt̚] [ʔèːk̚.kà.râːt̚ t͡ɕàʔ mâj hâj kʰrāj kʰòm kʰîː] [sà.làʔ lɯ̂ːə̯t̚ tʰúk̚ jàːt̚ pēn t͡ɕʰâːt̚ pʰá.līː] [tʰà.lɤ̌ːŋ prà.tʰêːt̚ t͡ɕʰâːt̚ tʰāj tʰá.wīː mīː t͡ɕʰāj t͡ɕʰá.jōː ‖] | Thailanda unifică săngele thailandezilor. Pamântul Thailandei aparține thailandezilor. Mult timp a fost independența noastră, dorința suveranității a permis să o mențină, Deoarece thailandezii au fost uniți pentru totdeauna. Thailandezii sunt pașnici si iubitori, În război, noi nu suntem lași. Suveranitatea noastră nu va fi niciodată amenințată, Noi sacrificăm fiecare strop al sângelui nostru pentru națiunea noastră. Noi suntem pregătiți să murim pentru libertate, securitate și prosperitate. |

### Versuri anterioare (1934–1939)
| thailandeză (de Chan Khamvilai) | thailandeză (latin) | Transcriere API | Traducere |
| --- | --- | --- | --- |
| เหล่าเราทั้งหลายขอน้อมกายถวายชีวิต รักษาสิทธิ์อิสสระณแดนสยาม ที่พ่อแม่สู้ยอมม้วยด้วยพยายาม ปราบเสี้ยนหนามให้พินาศสืบชาติมา แม้ถึงภัยไทยด้อยจนย่อยยับ ยังกู้กลับคงคืนได้ชื่นหน้า ควรแก่นามงามสุดอยุธยา นั้นมิใช่ว่าจะขัดสนหมดคนดี เหล่าเราทั้งหลายเลือดและเนื้อเชื้อชาติไทย มิให้ใครเข้าเหยียบย่ำขยำขยี้ ประคับประคองป้องสิทธิ์อิสสระเสรี เมื่อภัยมีช่วยกันจนวันตาย จะสิ้นชีพไว้ชื่อให้ลือลั่น ว่าไทยมั่นรักชาติไม่ขาดสาย มีไมตรีดียิ่งทั้งหญิงทั้งชาย สยามมิวายผู้มุ่งหมายเชิดชัยไชโยl | Lào rao tháng lãir khỗr nốrm kair thàvãi chirvít Rảksãr sìt ìtsàrà ná dêrn sàyãrm Thỉr phổr mểr sủr yôrm muối duổi pháyaryarm Pràrp siển nãrm hải phínảrt sừrp chãrt mar Mếr thững phai thai dổir con yôir yáp Yang kủr klàp khong khưrn dải chửrn nảr Khuôn khềr narm garm sùt àyúttháyar Nán mí chái vảr cà khàt sõn màt khon dir Lào rao tháng lãir lưởt lế nứa chứa chảrt thai Mí hải khrai khảo yiềp yảm khàyãm khàyĩr Pràkháp pràkhôrng pổrng sìt ìtsàrà sẻrrir Mửa phai mir chuổi kan con van tair Cà sỉn chỉrp vái chửr hải lưr lản Vảr thai mãn rák chảrt mải khàt sãir Mir maitrir dir yỉng tháng yỉng tháng chair Sàyãrm mí vair phủr mủng mãir chởrt chai chaiyor | [làw rāw tʰáŋ lǎːj kʰɔ̌ː nɔ́ːm kāːj tʰà.wǎj t͡ɕʰīː.wít̚] [râk̚.sǎː sìt̚ ʔìt̚.sà.ràʔ náʔ dɛ̄ːn sà.jǎːm] [tʰîː pʰɔ̂ː mɛ̂ː sûː jɔ̄ːm múəj dûəj pʰá.jāː.jāːm] [pràːp̚ sîːən.nǎːm hâj pʰí.nâːt̚ sɯ̀ːp̚ t͡ɕʰâːt̚ māː] [mɛ́ː tʰɯ̌ŋ pʰāj tʰāj dɔ̂ːj t͡ɕōn jɔ̂ːj jáp̚] [jāŋ kûː klàp̚ kʰōŋ kʰɯ̄ːn dâj t͡ɕɯ̂ːn nâː] [kʰūːən kɛ̀ː nāːm ŋāːm sùt̚ ʔà.jút̚.tʰá.jaː] [nán míʔ t͡ɕʰáj wâː t͡ɕàʔ kʰàt̚ sǒn mòt̚ kʰōn.dīː] [làw rāw tʰáŋ lǎːj lɯ̂ːət̚ lɛ́ nɯ́ːə t͡ɕʰɯ́ːə t͡ɕʰâːt̚ tʰāj] [míʔ hâj kʰrāj kʰâw jìːəp̚ jâm kʰà.jǎm kʰà.jǐː] [prà.kʰáp̚ prà.kʰɔ̄ːŋ pɔ̂ːŋ sìt ʔìt.sà.ràʔ sêː.riː] [mɯ̂ːə pʰāj mīː t͡ɕʰûəj kān t͡ɕōn wān tāːj] [t͡ɕàʔ sîn t͡ɕʰîːp̚ wáj t͡ɕʰɯ̂ː hâj lɯ̄ː lân] [wâː tʰāj mǎn rák̚ t͡ɕʰâːt̚ mâj kʰàt̚ sǎːj] [mīː māj.trīː dīː jîng tʰáŋ jîŋ tʰáŋ t͡ɕʰāːj] [sà.jǎːm míʔ wāːj phûː mûŋ mǎːj t͡ɕʰɤ̂ːt̚ t͡ɕʰāj t͡ɕʰāj.jōː] | Sacrificăm toate viețile noastre Pentru a menține drepturile la libertatea pamântului Siamului. Căci au încercat strămoșii lupta până la moartea lor Că să piară inamicii Thailandei. Chiar dacă catastrofa thailandeză este inferioară Dar mereu capabilă să restaureze independența Este o onoare pentru frumoasa Ayutthaya Acesta nu este finalul oamenilor buni. Noi toți, suntem sânge thailandez Ce nu permite nimănui să ne persecute Pentru a proteja drepturile și libertatea Când catastrofa a fost ajutată până la ziua morții Dacă noi murim, numele va fi răspândit Căci Thailanda este ferm iubitoare pentru națiune Pentru a avea prietenie pentru bărbații și femeile Gloria Siamului nu va fi pierdută niciodată, ura! |

### Versuri originale (1932–1934)
| thailandeză (de Khoun Vitchitmatra) | thailandeză (latin) | Transcriere API | Traducere |
| --- | --- | --- | --- |
| แผ่นดินสยามนามประเทืองว่าเมืองทอง ไทยเข้าครองตั้งประเทศเขตต์แดนสง่า สืบเผ่าไทยดึกดำบรรพ์โบราณลงมา รวมรักษาสามัคคีทวีไทย บางสมัยศัตรูจู่โจมตี ไทยพลีชีพร่วมรวมรุกไล่ เข้าลุยเลือดหมายมุ่งผดุงผะไท สยามสมัยบุราณรอดตลอดมา อันดินสยามคือว่าเนื้อของเชื้อไทย น้ำรินไหลคือว่าเลือดของเชื้อข้า เอกราษฎร์คือเจดีย์ที่เราบูชา เราจะสามัคคีร่วมมีใจ รักษาชาติประเทศเอกราชจงดี ใครย่ำยีเราจะไม่ละให้ เอาเลือดล้างให้สิ้นแผ่นดินของไทย สถาปนาสยามให้เทอดไทยไชโย | Phềrndin sàyãrm narm pràthươrng vảr mươrng thôrng Thai khảo khrôrng tảng pràthẻrt khèrt dêrn sàngàr Sừrp phào thai dừkdamban borrarn long mar Ruôm ráksãr sãrmákkhir thávir thai. Barng sàmãi sattrur cùr cormtir Thai phlir chỉrp ruổm ruôm rúk lải Khảo lui lưởt mãir mủng phàdung phàtai Sàyãrm sàmãi bùrarn rổrt tàlồrt mar. An din sàyãrm khưr vảr nứa khỗrng chúa thai Nárm rin lãi khưr vảr lưởt khỗrng chúa khảr Èrkkàrảrt kưr cerdir thỉr rao burchar Rao cà sãrmákkhir ruổm mir chai Ráksãr chảrt pràthẻrt èrkkàrảrt cong dir Khrai yảmyir rao cà mải lá hải Ao lưởt lárng hải sỉn phềrndin khỗrng thai Sàthãrpànar sàyãrm hải thởrt thai cháyor! | [pʰɛ̀ːn.dīn sà.jǎːm nāːm prà.tʰɯ̄ːəŋ wâː mɯ̄ːəŋ tʰɔ̄ːŋ] [tʰāj kʰâw kʰrɔ̄ːŋ tâŋ prà.tʰêːt̚ kʰèːt̚ dɛ̄ːn sà.ŋàː] [sɯ̀ːp̚ pʰàw tʰāj dɯ̀k̚.dām.bān bōː.rāːn lōŋ māː] [rūːəm rák̚.sǎː sǎː.mák̚.kīː tʰá.wīː tʰāj] [bāːŋ sà.mǎj sat̚.trūː t͡ɕùː t͡ɕōːm.tīː] [tʰāj pʰlīː t͡ɕʰîːp̚ rûːəm rūːəm rúk̚ lâj] [kʰâw lūj lɯ̂ːət̚ mǎːj mûŋ pʰà.dūŋ pʰà.tʰāj] [sà.jǎːm sà.mǎj bù.rāːn rɔ̂ːt̚ tà.lɔ̀ːt̚ māː] [ʔān dīn sà.jǎːm kʰɯ̄ː wâː nɯ́ːə kʰɔ̌ːŋ t͡ɕʰɯ́ːə tʰāj] [náːm rīn lǎj kʰɯ̄ː wâː lɯ̂ːət̚ kʰɔ̌ːŋ t͡ɕʰɯ́ːə kʰâː] [ʔèːk̚.kà.râːt̚ kʰɯ̄ː t͡ɕēː.dīː tʰîː rāw būː.t͡ɕʰāː] [rāw t͡ɕàʔ sǎː.mák.kʰīː rûːəm mīː t͡ɕʰāj] [rák.sǎː t͡ɕʰâːt̚ prà.tʰêːt̚ ʔèːk̚.kà.râːt̚ t͡ɕōŋ dīː] [kʰrāj jâm.jīː rāw t͡ɕà mâj láʔ hâj] [ʔāw lɯ̂ət̚ láːŋ hâj sîn pʰɛ̀ːn.dīn kʰɔ̌ːŋ tʰāj] [sà.tʰǎː.pà.nāː sà.jǎːm hâj tʰɤ̂ːt̚ tʰāj t͡ɕʰá.jōː] | Țara siameză este cunoscută ca țara de aur. Thailandezii au cuceric acest pamânt frumos. Thailandezii îl slujesc din Antichitate. Uniți, noi l-am cucerit. În unele epoci, inamicii noștri ne-au atacat. Dar thailandezii au sacrificat viața lor pentru a salva patria. Cu sânge, suntem bătuți pentru suveranitatea noastră. Și până aici, am păzit Siamul în viață. Acest pamânt siamez este scutul rasei thailandeze Sângele nostru curge în venele acestei națiuni. Independența este ca o pagodă pe care o onorăm Ne ridicăm și ținem la ea. Pentru a proteja patria și suveranitatea noastră atât de drage. Nu este milă celor ce o necinstesc. Masacrăm până ce le rămâne nu mai există. Pentru a glorifia pământul nostru mare siamez, ura! |

## linkuri externe
- th  เพลงชาติไทย (pagina imnurilor thailandeze) Arhivat în 29 noiembrie 2012, la Archive.is
- [MP3] Ascultați imnul național[nefuncțională]

1. ↑  Thailand (national anthem). nationalanthems.info. Kendall, David (2013).
2. ↑  A Story of Two Songs – The Interesting History of the Thai National Anthem. TheThailandLife.com (by Peter).
3. ↑  เนื้อเพลง เพลงชาติไทย - พระเจนดุริยางค์[nefuncțională – arhivă]
. Meemodel – Thailand cute variety.
4. ↑  ສົມຈິຕ ພັນລັກ. (2012) ພາສາລາວລ້ານຊ້າງ ກ່ອນປີ ພ.ສ 2478; ຄ.ສ 1935 ສະບັບຄົ້ນຄວ້າ. ສົມມະນາ ການພິມ ສປປ ລາວ.
5. ↑  เพลงชาติไทยมีกี่เวอร์ชั่น